# Fairlop (metrostation)
Fairlop is een station van de metro van Londen aan de Central Line. Het station is geopend in 1903.

## Geschiedenis

### Stoomtreinen
In 1902 had het stadsbestuur van Londen Hainault Forest en Foxborough Farm gekocht om nieuwe woonwijken te bouwen. De Great Eastern Railway speelde hierop in door bij Ilford een aftakking te maken en een nieuwe lijn door de te bouwen woonwijken te leggen. Station Fairlop werd  op 1 mei 1903 als viaductstation geopend. De bouw van woonwijken begon echter pas na de Eerste Wereldoorlog wat betekende dat de lijn geruime tijd door landelijk gebied met weinig reizigers liep. In 1923 werden de Britse spoorwegmaatschappijen in vier nieuwe bedrijven ondergebracht, zodoende werd de GER onderdeel van de London & North Eastern Railway (LNER). In 1933 werd het openbaar vervoer in Londen genationaliseerd in de London Passenger Transport Board (LPTB), waardoor de verschillende metrobedrijven in één hand kwamen. LPTB kwam met het New Works Programme 1935-1940 om knelpunten in het metronet aan te pakken en nieuwe woonwijken op de metro aan te sluiten. Omdat LNER geen geld had om de voorstadslijn te elektrificeren, voorzag het New Works Programme in de integratie van de lijn in de Central Line. De ombouw tot metro begon in 1938, maar die werd door het uitbreken van de Tweede  Wereldoorlog in 1939 opgeschort. Het werk werd in 1946 hervat en op 29 november 1947 werden de stoomdiensten gestaakt.

### Underground
Op 14 december 1947 was de elektrificatie langs Fairlop gereed en werd de lijn gebruikt voor de aan- en afvoer van leeg materieel naar het nieuwe depot bij Hainault. De elektrische reizigersdiensten van de Central Line naar het centrum van Londen via Gants Hill begonnen uiteindelijk op 31 mei 1948.

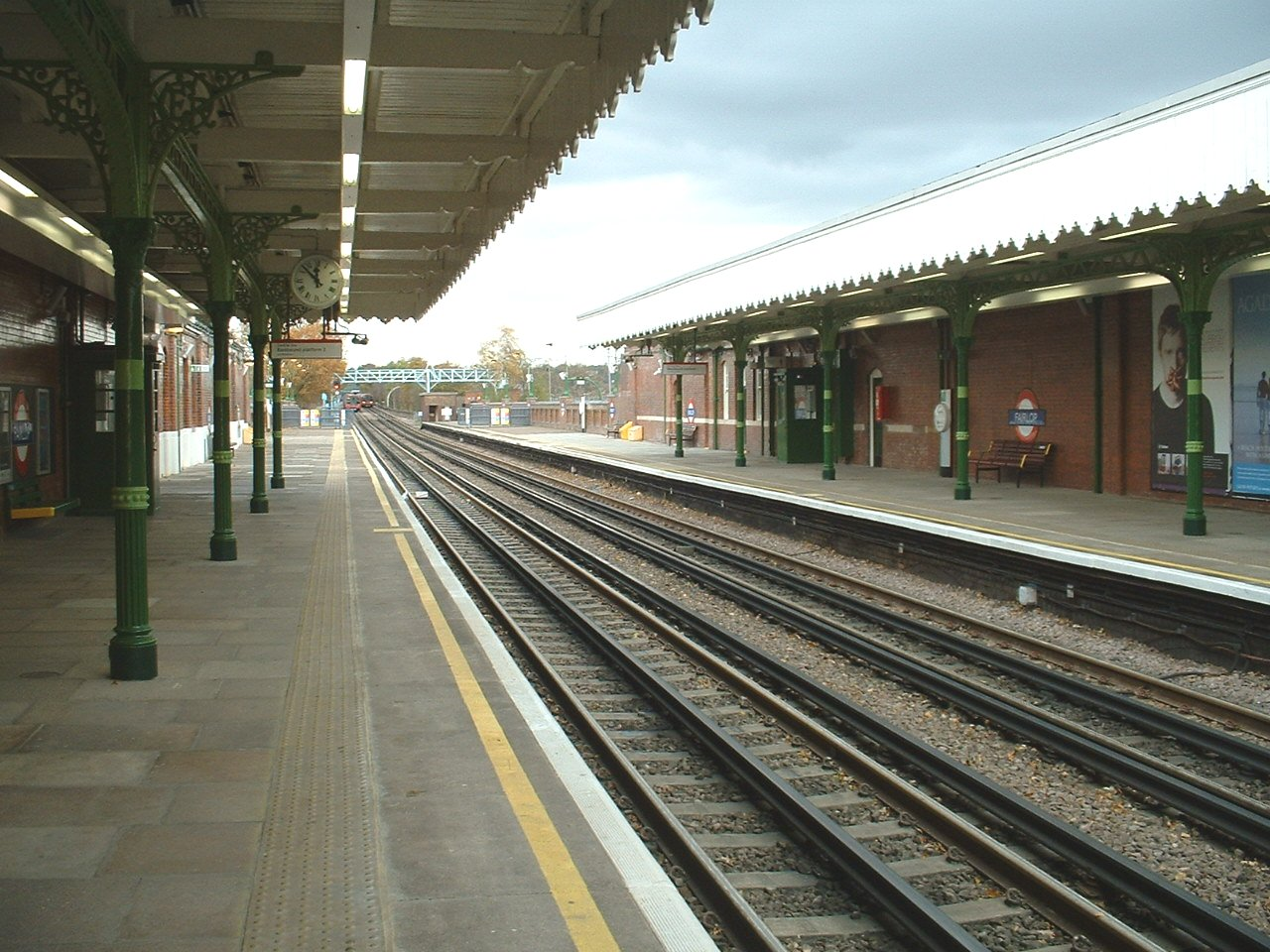
Een blik naar het noorden, met het GER monogram zichtbaar onder de kap
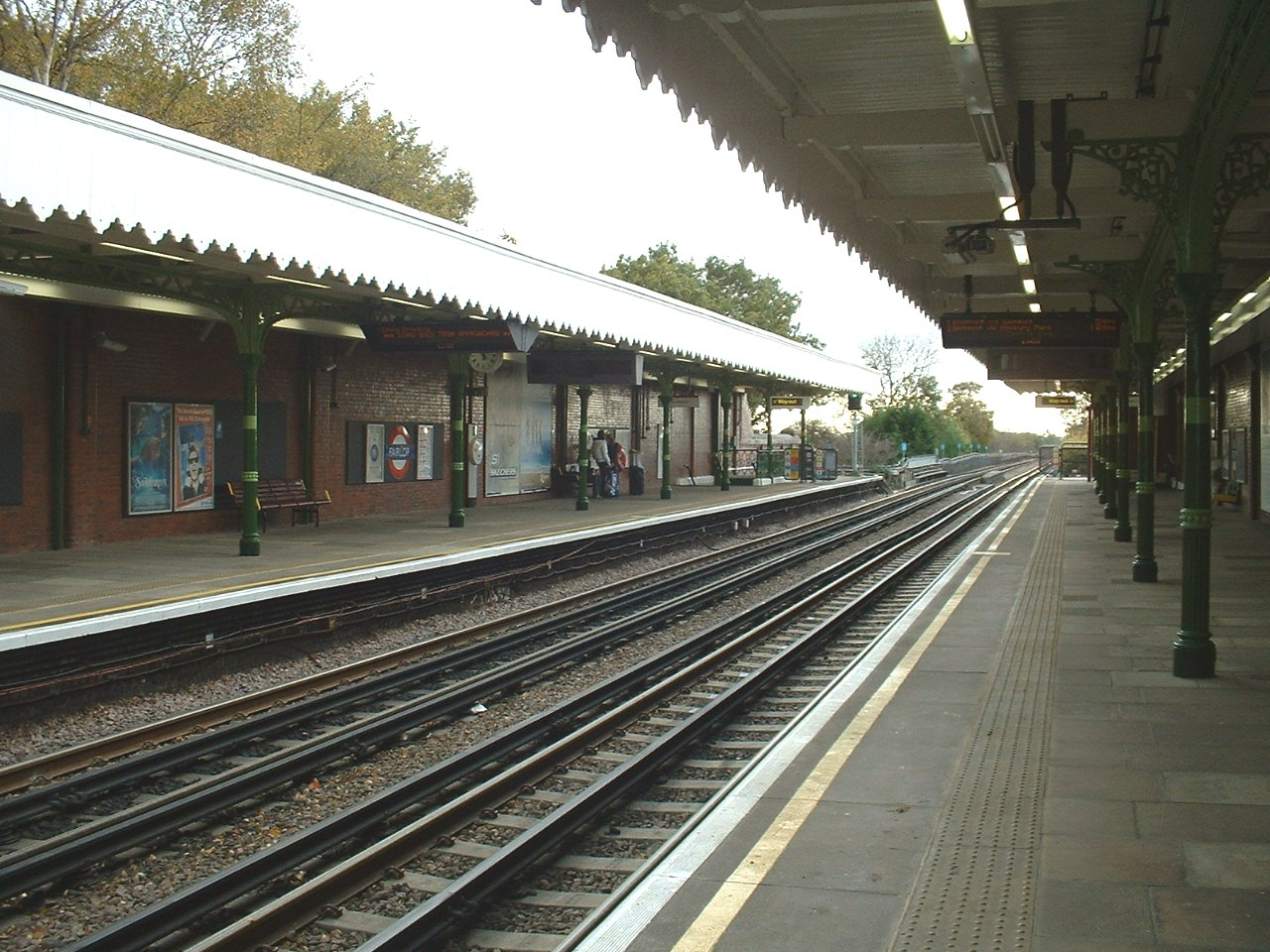
Een blik naar het zuiden
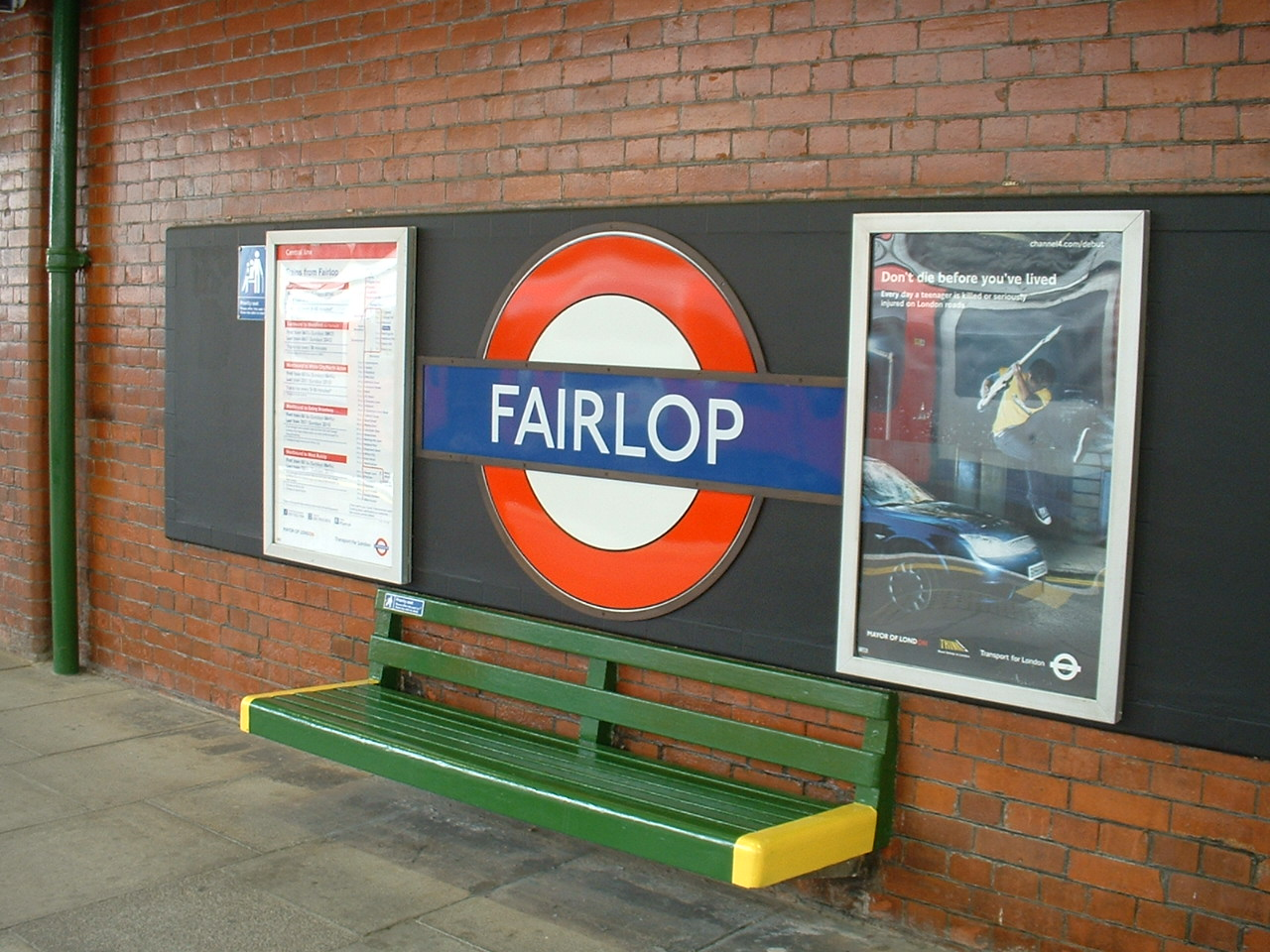
Roundel langs het westelijke perron
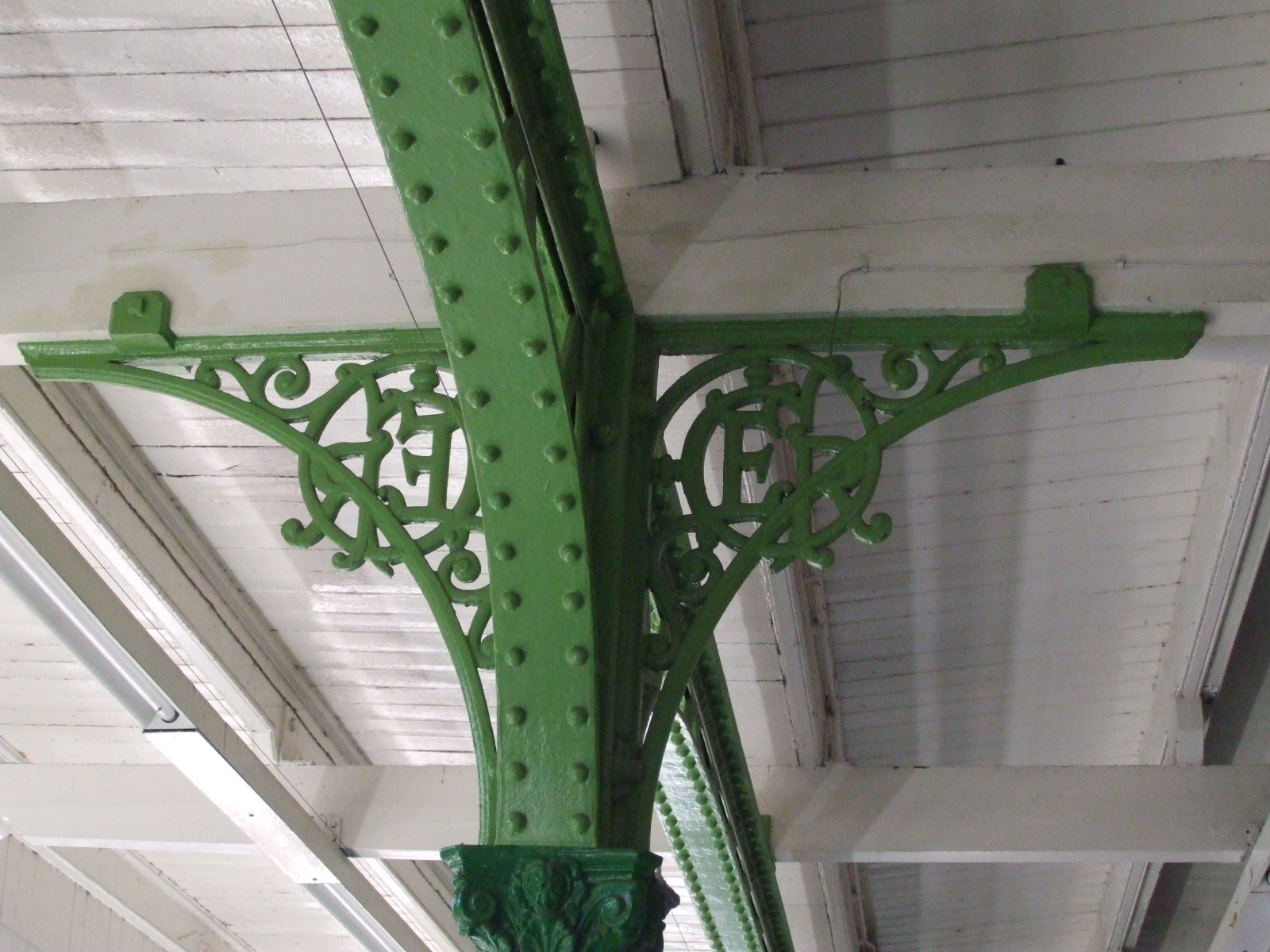
Het GER monogram van dichtbij bovenaan de kolommen vlak onder de spanten van de kap

## Ligging en inrichting
Het station ligt vlak ten noorden van het punt waar de metrolijn de Forest Road kruist, met een bescheiden gebouw aan de westkant van het metroviaduct. De plannen om het station om te bouwen in de stijl van het New Works Programme werden, wegens geldgebrek, na de Tweede Wereldoorlog, geschrapt zodat het een mooi voorbeeld is van de Edwardiaanse stijl. De houten perronkappen worden gedragen door een gietijzeren constructie met de monogrammen van de GER.Sinds 2 januari 2007 ligt het station in Travelcard Zone 4. Het station heeft toiletvoorzieningen, een parkeerplaats en een wachtkamer op zowel het westelijke als het oostelijke perron.